# Guldborgsundkredsen
Guldborgsundkredsen er fra 2007 en nyoprettet opstillingskreds i Sjællands Storkreds. I 1971-2006 indgik området i andre opstillingskredse i Storstrøms Amtskreds. I 1920-1970 var området en del af Maribo Amtskreds.
Kredsen rummer pr. 18. juni 2015 følgende kommuner og valgsteder:
1. Guldborgsund Kommune
  1. Byen
  2. Østerbro
  3. Lindeskov
  4. Ejegod
  5. Kraghave
  6. Toreby
  7. Sundby
  8. Nysted
  9. Øster Ulslev
  10. Nørre Alslev
  11. Nørre Vedby
  12. Eskilstrup
  13. Sakskøbing
  14. Majbølle
  15. Våbensted
  16. Stubbekøbing
  17. Horeby
  18. Idestrup
  19. Væggerløse
  20. Gedser

## Folketingskandidater pr. 4/11-2016
| Liste | Parti                       | Kandidat | Bemærk                                                          |
| ----- | --------------------------- | --- | --------------------------------------------------------------- |
| A     | Socialdemokratiet           | Lennart Damsbo-Andersen |                                                                 |
| B     | Radikale Venstre            | Henriette Hansen Bødewadt |                                                                 |
| C     | Det Konservative Folkeparti | Rune Kristensen |                                                                 |
| D     | Nye Borgerlige              | Bob Richard Nielsen |                                                                 |
| F     | Socialistisk Folkeparti     | |                                                                 |
| I     | Liberal Alliance            | |                                                                 |
| O     | Dansk Folkeparti            | René Christensen |                                                                 |
| V     | Venstre                     | Marcus Knuth |                                                                 |
| Ø     | Enhedslisten                | Christian Tastrup |                                                                 |
| Å     | Alternativet                | Rasmus Nordqvist, Sascha Faxe, Peter Kjær Hansen, Carsten Bering, Joan Gerti Kragh, Lars Birger Nielsen, Claus Jansson, Kristian Gylling, Kirsten Kock, Anne Grete Kamilles, Ulla Munksgaard | Er opstillet i samtlige opstillingskredse i Sjællands Storkreds |

## 
1. ↑  Folketingsmedlemmer - Socialdemokratiet
2. ↑  "| Radikale Venstre". Arkiveret fra originalen 5. november 2016. Hentet 4. november 2016.
3. ↑  Folketingskandidater - Det Konservative Folkeparti
4. ↑  "Sjællands Storkreds". Arkiveret fra originalen 5. november 2016. Hentet 3. november 2014.
5. ↑  Folketingskandidater - Venstre
6. ↑  "Folketingskandidater > Enhedslisten". Arkiveret fra originalen 26. november 2018. Hentet 25. november 2018.